# Оршанский мясоконсервный комбинат
ОАО «Оршанский мясоконсервный комбинат» (бел. Аршанскі мясакансервавы камбінат) — один из крупнейших мясокомбинатов Республики Беларусь, многопрофильный перерабатывающий комплекс, крупнейший в стране производитель мясных и мясорастительных консервов для детского питания, а также общего потребления, колбасных изделий и полуфабрикатов. Расположен в г. Орша, Витебская область, Белоруссия по ул. Шкловская, 34. Производственное Унитарное предприятие.
Одно из старейших предприятий Оршанского региона.

## История
Действует с января 1930 года. В 1935 году был введен в эксплуатацию консервный завод. В годы Великой Отечественной войны был разрушен, восстановлен и реконструирован после войны. Довоенного уровня достиг в 1953 году. В 1960 году построен новый консервный цех.
В 1998 году предприятие было преобразовано в открытое акционерное общество. В конце февраля 2020 года на основании Указа Президента Белоруссии №70 «О развитии агропромышленного комплекса Витебской области» на базе Оршанского мясоконсервного комбината был создан агрохолдинг. 33 сельскохозяйственные организации и перерабатывающие предприятия Оршанского, Дубровенского, Талачинского районов были объединены в одну сырьевую зону.
Основная продукция по состоянию на 1995 год : мясо , колбасные изделия, мясные консервы, жир пищевой и технический, мясные полуфабрикаты, сухие корма, субпродукты. Одно из важнейших направлений производства: изготовление лечебных консервов для взрослых и детей со сниженным содержанием фенилаланина. ОАО «Оршанский мясоконсервный комбинат» производит 4 вида консервов со сниженным содержанием фенилаланина: пюре овощное с говядиной, пюре овощное со свининой, пюре с картофелем и говядиной, пюре с картофелем и свининой.

## Источник
- Аршанскі мясакансервавы камбінат. Беларуская энцыклапедыя: У 18 т. Т. 1: А — Аршын / Рэдкал.: Г. П. Пашкоў і інш. — Мн. : БелЭн, 1996. — Т. 1. — 552 с. — 10 000 экз. — ISBN 985-11-0035-8. — ISBN 985-11-0036-6 (т. 1) (бел.)